# Cantone di Château-Salins
Il Cantone di Château-Salins era una divisione amministrativa dell'arrondissement di Château-Salins.
È stato soppresso a seguito della riforma complessiva dei cantoni del 2014, che è entrata in vigore con le elezioni dipartimentali del 2015.
Comprendeva i comuni di:
- Aboncourt-sur-Seille
- Achain
- Amelécourt
- Attilloncourt
- Bellange
- Bioncourt
- Burlioncourt
- Chambrey
- Château-Salins
- Château-Voué
- Conthil
- Dalhain
- Fresnes-en-Saulnois
- Gerbécourt
- Grémecey
- Haboudange
- Hampont
- Haraucourt-sur-Seille
- Lubécourt
- Manhoué
- Morville-lès-Vic
- Obreck
- Pettoncourt
- Pévange
- Puttigny
- Riche
- Salonnes
- Sotzeling
- Vannecourt
- Vaxy
- Wuisse